# Timmy Gillion
Timmy Gillion (* 16. März 2002 in Perpignan) ist ein französischer Bahnradsportler in den Kurzzeitdisziplinen.

## Sportlicher Werdegang
2008 begann Timmy Gillion mit dem Radsport beim Club Cycliste le Boulou, im Jahr darauf gewann er den Radsportpreis der Schulen von Le Boulou in der Kinderklasse. Später wechselte er zum Cyclo Club Rivesaltes. Zunächst fuhr er Rennen auf der Straße, wechselte aber mit circa 14 Jahren auf die Bahn.
2018, im Alter von 16 Jahren, wurde er französischer Jugend-Meister im Sprint. Daraufhin wurde er in die französische Juniorenmannschaft aufgenommen.  2019 wurde er französischer Junioren-Meister im Sprint und 2020 „Starter“ der französischen Nachwuchsmannschaft im Teamsprint und im Jahr darauf der Elite-Mannschaft.
2021 wurde Gillion gemeinsam mit Rayan Helal und Sébastien Vigier Vize-Europameister im Teamsprint und 2022, mit Melvin Landerneau als viertem Mann. 2023 errang das französische Team bei der EM die Bronzemedaille. Bei den Bahn-Europameisterschaften 2025 wurden Gillion, Vigier und Helal Europameister im Teamsprint.

## Erfolge
2018
- Französischer Jugend-Meister – Sprint

2019
- Französischer Junioren-Meister – Sprint

2021
- Europameisterschaft – Teamsprint (mit Rayan Helal und Sébastien Vigier)

2022
- Europameisterschaft — Teamsprint (mit Rayan Helal, Sébastien Vigier und Melvin Landerneau)

2023
- Europameisterschaft — Teamsprint (mit Sébastien Vigier und Melvin Landerneau)

2025
- Europameister — Teamsprint (mit Sébastien Vigier und Rayan Helal)